# Agama armata
Agama armata is een hagedis uit de familie van de agamen (Agamidae).

## Naam en indeling
De wetenschappelijke naam werd voorgesteld door Wilhelm Peters in 1855. Later werd de naam Agama hispida var. armata gebruikt. De soortaanduiding armata betekent vrij vertaald 'gewapend'.

## Uiterlijke kenmerken
Agama armata kan een totale lichaamslengte bereiken van 22 cm. De kop van de mannetjes wordt in de paartijd helder blauw van kleur.

## Verspreiding en habitat
De soort komt voor in Sub-Saharisch Afrika en leeft in de landen Zuid-Afrika, Mozambique, Namibië, Botswana, Zambia, Zimbabwe, Swaziland, Congo-Kinshasa, Kenia, en Tanzania. De hagedis wordt aangetroffen op een hoogte van 1400 tot 2000 meter boven zeeniveau.